# جيمي أرياس
جيمي أرياس (بالإنجليزية: Jimmy Arias)‏ مواليد 16 أغسطس 1964 في غراند أيلاند، هو لاعب كرة مضرب أمريكي سابق بدأ مسيرته كمحترف سنة 1980 وكان يلعب باليد اليمنى، اعتزل اللعب في 1994. كما أنه أحد أبطال الجراند سلام. أعلى تصنيف له في الفردي كان المركز الـ 5 في سنة 1984. سبق أن شارك في دورة الألعاب الأولمبية الصيفية. فاز بجائزة أفضل لاعب متحسن من قبل رابطة محترفي كرة المضرب.

## بطولات حققها
- دورة رولان غاروس الدولية